# 22474 Фробеніус
22474 Фробеніус (22474 Frobenius) — астероїд головного поясу, відкритий 8 березня 1997 року.
Тіссеранів параметр щодо Юпітера — 3,400.